# Neugrünebacher Hütte

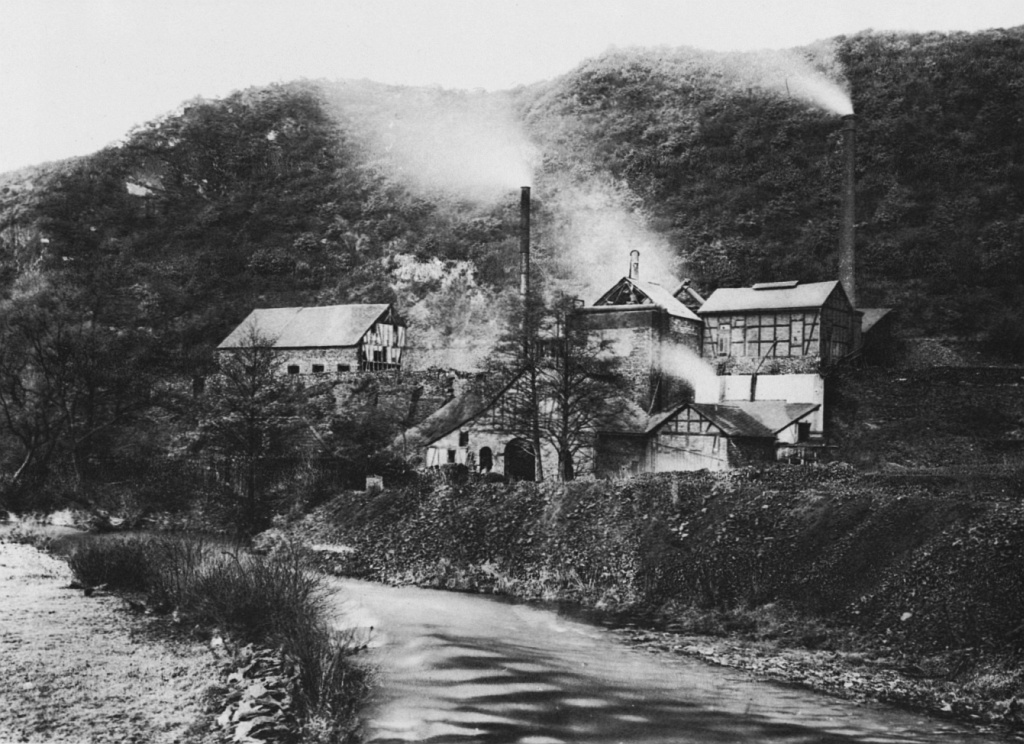
Neugrünebacher Hütte

Die Neugrünebacher Hütte liegt zwischen Grünebach und Alsdorf im Landkreis Altenkirchen direkt an der Heller. In Grünebach wurde der Fluss gestaut, über den „Hüttengraben“ wurde das zur Eisengewinnung gebrauchte Wasser zur Hütte geleitet.
1738 wurde die Hütte und der Hochofen durch 50 einheimische Gründer erbaut, jedoch ist es wahrscheinlich, dass an gleicher Stelle schon früher eine Hütte bestand. Die Gründer der Hütte durften laut „Saynischer Hüttenordnung“ 72 Tage im Jahr in ihrer Hütte Eisen schmelzen. 1741 wurde die Hütte aus herrschaftlichem Besitz verkauft.
1878 bekam die Hütte ihr erstes Dampfgebläse. Um 1900 erzeugten etwa 20 Arbeiter jährlich knapp 6000 t Spezialroheisen. Ab 1912 war die Produktbezeichnung des Stahls, der die Hütte verließ, „Kalterblasenes Siegerländer Spezialroheisen“. 1934 kaufte die Lübecker Firma „Possehl“ die Hütte, sie hatte bereits 1812 die Niederdreisbacher Hütte gekauft. Nach dem Zweiten Weltkrieg ging der Absatz der Hütte zurück. Am 12. Juli 1963 erfolgte die Stilllegung des Betriebs.
1983 wurde die Hütte unter Denkmalschutz gestellt und ist heute zum Besuch geöffnet. Zu sehen sind der alte Hochofen, Geräte und Werkzeuge sowie Utensilien der Hüttenarbeiter und eine Fotodokumentation.